# Jürgen Glowacz
Jürgen Glowacz (* 30. September 1952) ist ein ehemaliger deutscher Fußballspieler.

## Laufbahn
Glowacz wechselte 1971 vom SC Schwarz-Weiß Köln zum 1. FC Köln. Dort spielte er bis 1977, ehe er sich eine schwere Verletzung zuzog. Unter Trainer Hennes Weisweiler kam Glowacz nur noch selten zum Einsatz, er wurde für sechs Monate an Werder Bremen ausgeliehen. 1979 wechselte er zum rheinischen Nachbarn Bayer 04 Leverkusen, für den er noch drei Jahre lang spielte und bei dem er seine Karriere beendete. In 253 Bundesligaspielen erzielte Glowacz 36 Tore.
Zusammen mit Klaus Pabst gründete er 1996 die „taxofit 1. Jugend-Fußball-Schule Köln“. Von 2004 bis November 2011 gehörte er als Vizepräsident dem Vorstand des 1. FC Köln an. Er gilt als enger Vertrauter des damaligen FC-Präsidenten Wolfgang Overath.
Nach seiner Fußballkarriere war Glowacz bis zu deren Insolvenzeröffnung Geschäftsführer einer Firma, die sich mit der Produktion und dem Vertrieb von DVD-Spielern, TV-Geräten und Küchen-Elektroartikeln befasste.
Auch sein Sohn Manuel Glowacz ist Fußballspieler. Zunächst spielte dieser in der U23-Mannschaft des 1. FC Köln, dann von 2008 bis 2010 beim Oberligisten Germania Dattenfeld. Nach einer Saison in der Zweiten Mannschaft des FC Schalke 04 und zwei Jahren beim Regionalligisten FC Viktoria Köln spielt er nun beim Ligakonkurrenten SG Wattenscheid 09.

## Vereine
- 1. FC Köln: 1971–10/77 und 1978–1979
- Werder Bremen: 11/77–1978 (ausgeliehen)
- Bayer 04 Leverkusen: 1979–1982

## Statistik
- B-Nationalmannschaft
  - 2 Länderspiele
- 1. Bundesliga
  - 1. FC Köln: 183 Spiele, 20 Tore
  - Werder Bremen: 17 Spiele, 3 Tore
  - Bayer 04 Leverkusen: 53 Spiele, 13 Tore
- DFB-Pokal
  - 1. FC Köln: 31 Spiele, 5 Tore
  - Werder Bremen: 2 Spiele (kein Tor)
  - Bayer Leverkusen: 7 Spiele, 2 Tore
- Europapokal der Landesmeister; Europapokal der Pokalsieger; UEFA-Pokal
  - 1. FC Köln: 40 Spiele, 3 Tore

## Erfolge
- 1973 Deutscher Vizemeister
- 1973 DFB-Pokal-Finale
- 1977 DFB-Pokal-Sieger
- 1978 Deutscher Meister
- 1978 DFB-Pokal-Sieger